# Lagoana natalensis
Lagoana natalensis är en insektsart som beskrevs av Synave 1958. Lagoana natalensis ingår i släktet Lagoana och familjen Dictyopharidae. Inga underarter finns listade i Catalogue of Life.